# Stafa

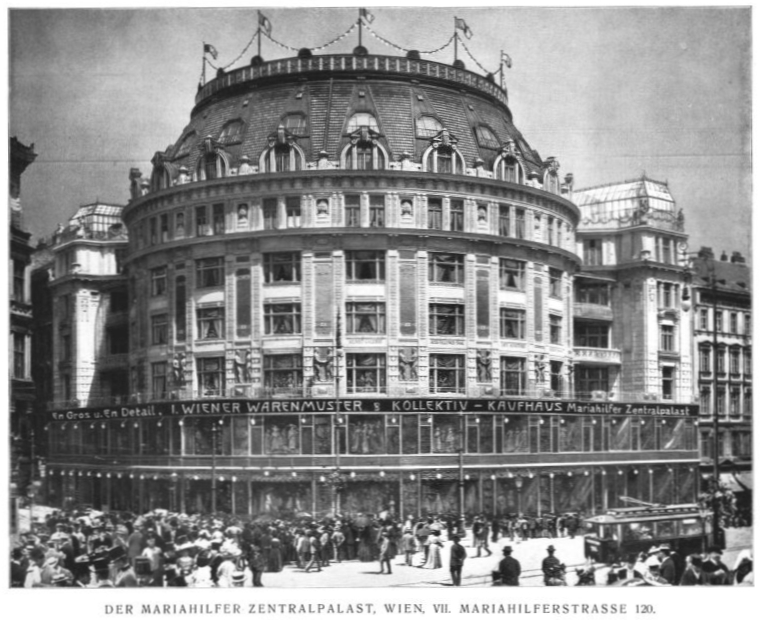
Erstes Wiener Warenmuster und Kollektiv-Kaufhaus – Mariahilfer Zentralpalast (im Jahr nach der Eröffnung, 1912)

Das ehemalige Erste Wiener Warenmuster und Kollektiv-Kaufhaus – Mariahilfer Zentralpalast und nachmalige Warenhaus Stafa war ein von 1911 bis 1998 bestehendes, unter historisch unterschiedlichen Namen geführtes Traditionskaufhaus im 7. Wiener Gemeindebezirk Neubau an der Mariahilfer Straße 120. Nach einem ersten massiven Umbau vom Warenhaus zu einem Einkaufszentrum hieß die Stafa zwischen 1998 und 2003 Eurocenter (Eigenschreibweise EUROCENTER; auch „Eurocenter Mariahilf“). Nach einem neuerlichen Umbau kam das Haus zu seinem italienisierenden aktuellen Namen La Stafa („la StaFa“). Im April 2012 wurde die Immobilie an eine Gesellschaft der Schöps-Gruppe veräußert und soll nach einem Relaunch einen neuen Namen bekommen. Das Warenhaus wurde Mitte Jänner 2014 geschlossen. 2016 wurde der Stafa Tower an die Bayerische Versorgungskammer (BVK) verkauft. Seit 2016 werden das Erdgeschoß und die unteren Stockwerke von der Firma Betten Reiter genutzt, in den oberen Stockwerken ist das Hotel Ruby Marie untergebracht.

## Geschichte

### Ursprüngliche Architektur
Der auffällige, ursprünglich späthistoristische neunstöckige Rundbau an der Ecke zur Kaiserstraße und in unmittelbarer Nähe zum Westbahnhof wurde vom Architekten und christlichsozialen Politiker Jakob Wohlschläger (1869–1934) geplant, der auch als Bauherr auftrat. Für diese Konstruktion in Eisenbeton zeichnete der Bauingenieur Johann Walland verantwortlich. Als Schwierigkeit stellten sich beim Bau unterirdische Quellen heraus, sodass zwei Schachtbrunnen gebaut werden mussten, mit denen bis heute 970 Liter Wasser pro Minute abgepumpt werden müssen. Neben Verkaufslokalen im Erdgeschoß und im ersten bis vierten Obergeschoß bot der markante Rundbau mit Skulpturenschmuck von Anton Hanak zur Zeit seiner Eröffnung im Keller einen Gastgewerbebetrieb (Landesmusterkeller beziehungsweise „Volks- oder Bürgerkeller“) und im Mezzanin eine Kaffeekonditorei. Im dritten Stockwerk gab es zusätzlich eine Möbelhalle, im zweiten Obergeschoß zusätzlich das „Palmenhaus“-Tanzlokal, im fünften Obergeschoß eine Bildergalerie und das Warenmusterlager, im ersten Dachgeschoß Lagerräume und über dem zweiten Dachgeschoß eine Aussichtsterrasse mit Fernrohren.

### Von der Eröffnung bis zum Jahr 1945

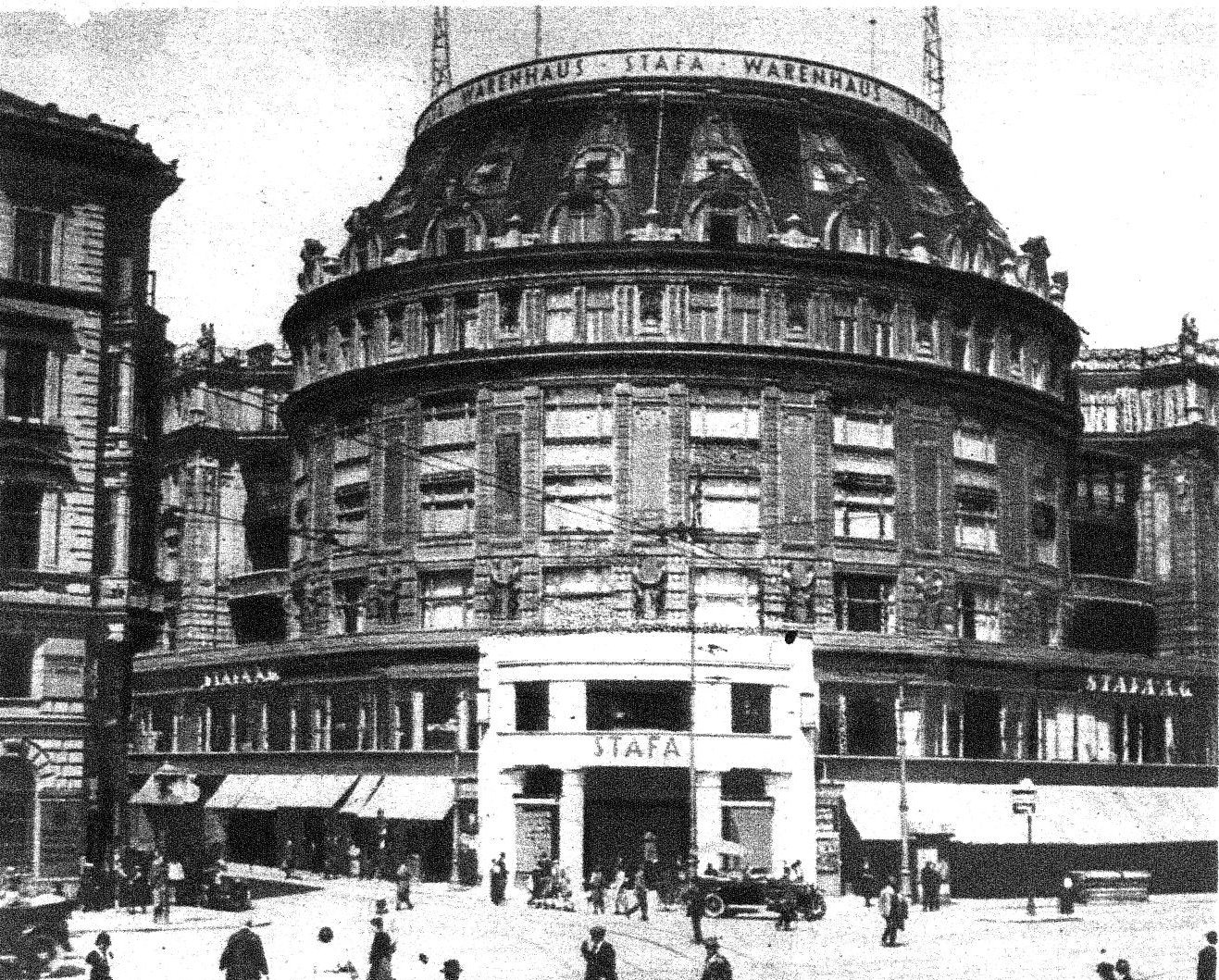
Das Warenhaus Stafa im Jahr 1925 an der Mariahilfer Straße

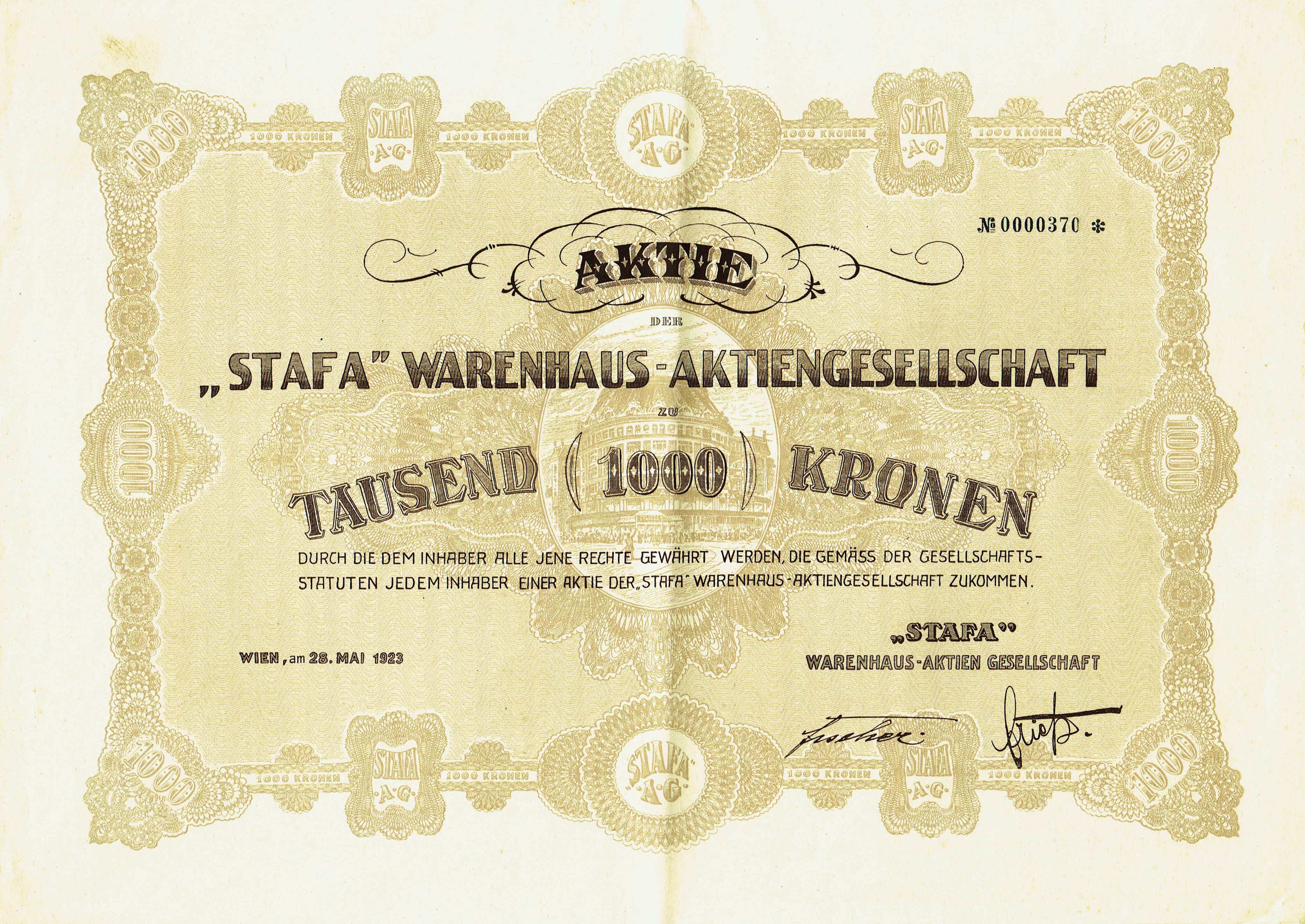
Aktie über 1000 Kronen der Stafa Warenhaus AG vom 28. Mai 1923

Eröffnet wurde das Gebäude am 18. August 1911 (zu Kaiser Franz Josephs 81. Geburtstag) als Gemeinschaftswarenhaus unter dem Namen Mariahilfer Zentralpalast – erstes Wiener Warenmuster und Kollektiv-Kaufhaus. Etwa hundert Geschäftsleute erwarben gegen eine zehnprozentige Umsatzmiete Verkaufsräumlichkeiten. Die sonst wenig warenhausfreundliche Reichspost vom Eröffnungstag lobte das neue Kaufhaus, „in dem die Gewerbetreibenden sich selbst die Vorteile des Warenhaussystems zunutze machen können“, im Gremium der Wiener Kaufmannschaft sah man die Sache allerdings skeptischer und verwies auf den Mangel des verbilligenden Großeinkaufs. Die Idee mit den Umsatzmieten erwies sich jedenfalls für den Erbauer und Hausherrn Wohlschlägel als sehr ungünstig, er musste für den Zentralpalast schon am 6. April 1913 Konkurs anmelden.
Nach Beginn des Ersten Weltkriegs im Jahr 1914 wurde das Haus zunächst von der Centralbank der deutschen Sparkassen und im Kriegsverlauf von der Staatsangestellten-Fürsorgeanstalt (Sta-Fa) übernommen. Von dieser Abkürzung ausgehend setzte sich ab 1919, fast durchgängig und ungeachtet weiterer Besitzerwechsel, Stafa als Name für das Gebäude, wie auch für das Warenhaus und spätere Einkaufszentrum bis ins 21. Jahrhundert durch. Die Kriegsgründung der Fürsorgeanstalt wurde nach Kriegsende in eine Genossenschaft umgewandelt und versuchte einen expansiven Kurs im Warenhaus- und Versandhandelsgeschäft zu steuern, litt aber speziell nach Auslaufen der Wirtschaftslenkung und Staatssubventionen an Unterkapitalisierung. 1922 wurde die Genossenschaft unter Beteiligung einiger Privatbanken in die STAFA AG umgewandelt (vgl. auch das Foto von 1925 rechts oben). Am 10. April 1924 meldete aber der Freie Genossenschafter, die Verbandszeitschrift der österreichischen Konsumgenossenschaften, dass es dank der Hilfe der neu gegründeten Arbeiterbank (der späteren BAWAG) gelungen sei, die Stafa zu erwerben. In der Folge gehörte das Warenhaus über Jahrzehnte zum konsumgenossenschaftlichen Kaufhauskonzern der Großeinkaufsgesellschaft für österreichische Consumvereine (GÖC).
In der Zeit des Zweiten Weltkriegs wurden die obersten drei Geschoße von der deutschen Luftwaffe beschlagnahmt und umgebaut. Kurz vor Kriegsende wurde die Stafa „in Brand gesteckt“ (WestInvest, 2004) und wurde in unbekanntem Ausmaß zerstört.

### Wirtschaftswunder bis Niedergang

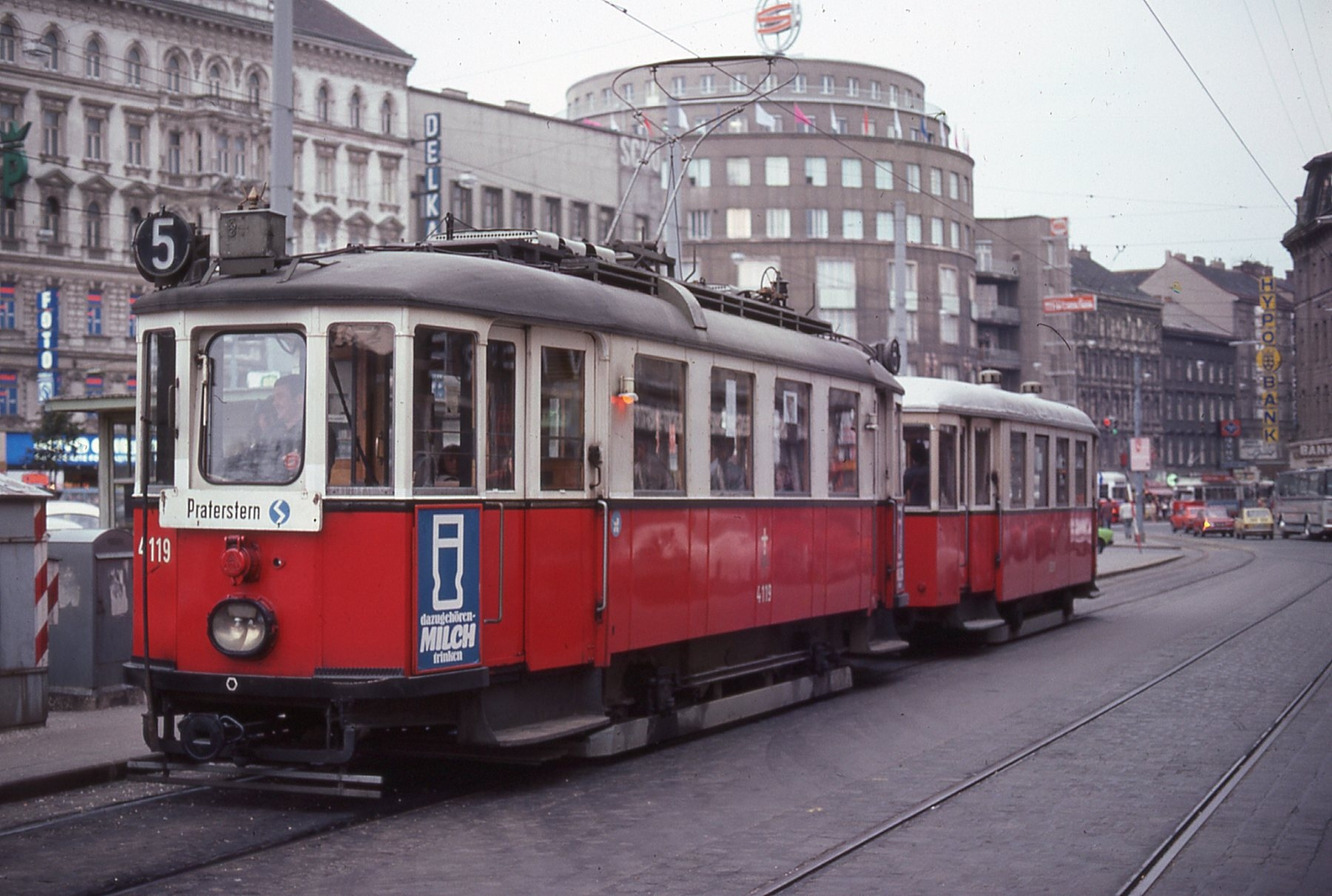
Die Stafa im Jahr 1976 (im Bildhintergrund; links davon der ehemalige Delka-Schuhpalast; im Vordergrund ein Zug der Straßenbahnlinie 5 in der damaligen Endstation)

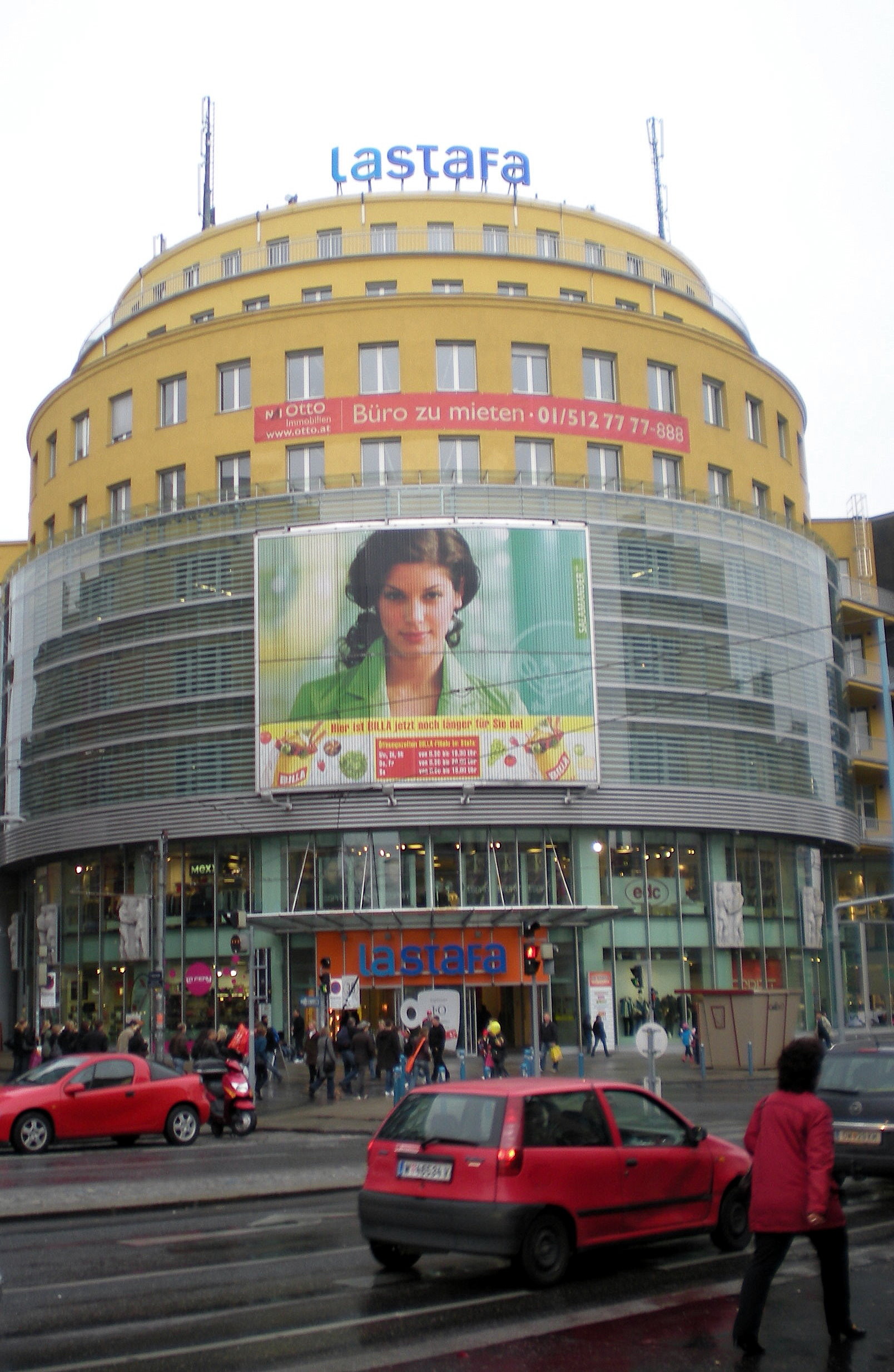
Einkaufszentrum La Stafa ab 2003

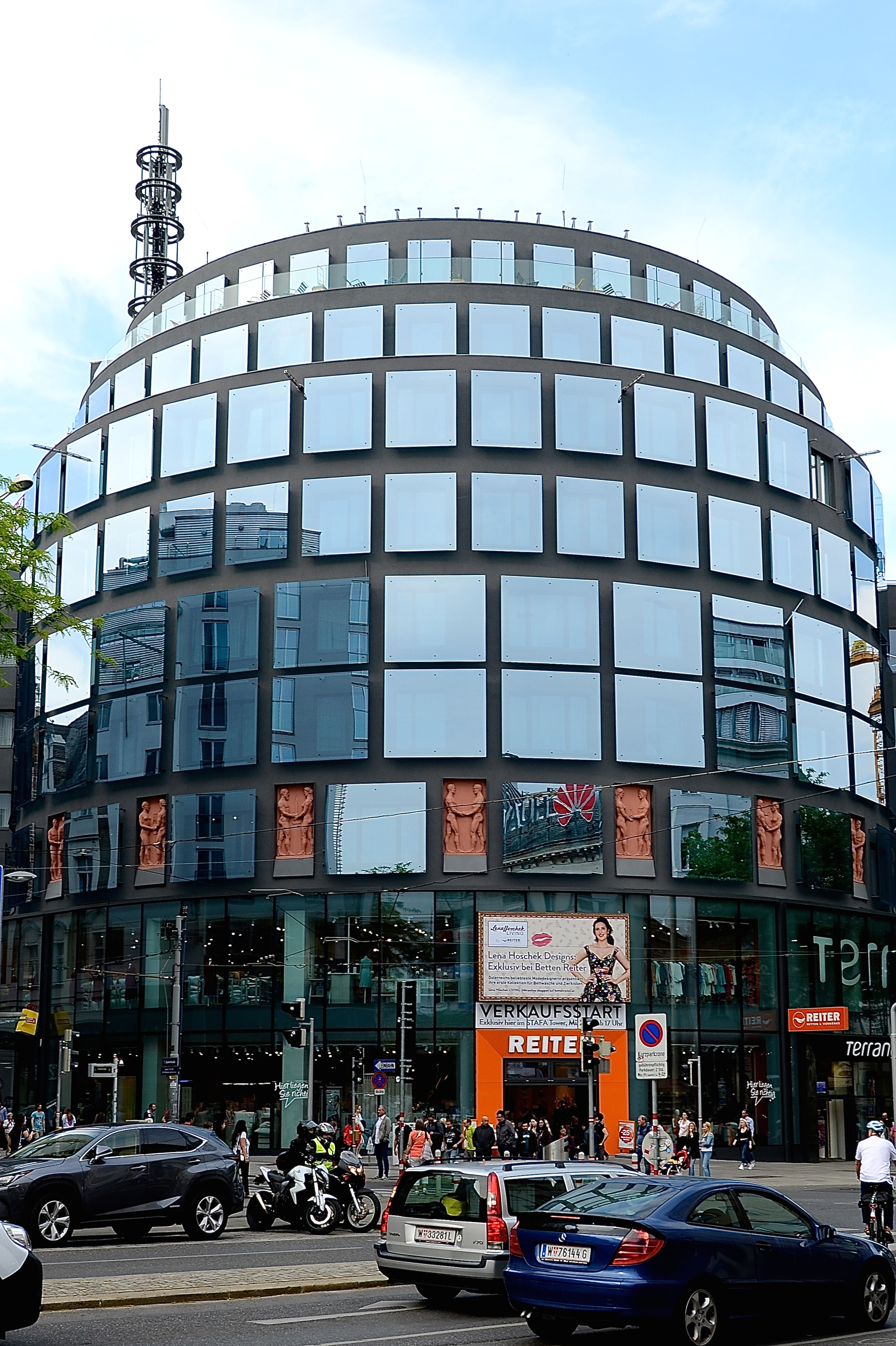
„Stafa Tower“, 2018

Nach dem Zweiten Weltkrieg ging das Kaufhaus an die GöC des Konsumverbandes zurück, und in Etappen erfolgte der Wiederaufbau. 1955 konnte die Stafa im Stil der Warenhäuser der Nachkriegszeit wiedereröffnet werden und florierte wie die anderen Häuser dieser Art in der Zeit des Wirtschaftswunders. 1966 wurde das Nachbarhaus in der Kaiserstraße hinzu erworben, die Stafa erweitert und das erste größere Selbstbedienungsrestaurant Wiens eröffnet. Auf dem Dach befand sich ein weißer, aufrecht stehender und um die Vertikalachse drehender Kreisring; in diesem befand sich ein rotes stilisiertes „S“ (siehe Foto rechts). Dieses Unternehmenszeichen war in freier Sichtachse weithin sichtbar (unter anderem vom Matzleinsdorfer Platz und der Reinprechtsdorfer Straße im 5. Bezirk Margareten).
Im Zuge der Konsumkrise wurde die Stafa an die BAWAG PSK Leasing GmbH & CO OHG verkauft und zunächst zurückgeleast, blieb aber dennoch von der ab den 1970er Jahren international feststellbaren Krise der innerstädtischen Warenhäuser nicht verschont. In der Folge der Insolvenz des Konsum Österreich erfuhr das Gebäude einen radikalen Umbau zu einem Einkaufscenter mit 11.000 m² Gesamtnutzfläche für 30 Geschäfte. Das drehende Stafa-Symbol auf dem Dach wurde gegen den feststehenden Schriftzug „EUROCENTER“ mit großem Eurosymbol „€“ darüber ersetzt. Der Schriftzug fand sich auch an der Gebäudefront. Nach Investitionen von rund 180 Mio. Schilling (rund 13 Mio. Euro) wurde das Haus nach einjährigem Umbau im Oktober 1998 als Eurocenter wiedereröffnet. Nach zwei Monaten soll es bereits eine Kundenfrequenz von durchschnittlich 20.000 Kunden täglich gegeben haben. Ein Jahr später zeigte sich die Eigentümerin Bawag-Leasing mit einem Abgang von 2 von den 30 Mietern und nur 7.000 Kunden täglich zufrieden. Anders sahen das jedoch insbesondere die kleineren Mieter bzw. jene, die in den oberen Stockwerken eingemietet waren. Sie klagten über mangelnde Kundenfrequenz.

### 21. Jahrhundert
Trotz Geschäftsführerwechsel und weiterer Bemühungen konnte weiterhin keine ausreichende Kundenfrequenz erzielt werden. Vom Geschäftsführer der Bawag-Leasing für den schlechten Geschäftserfolg verantwortlich gemacht wurden u. a. die Ausfälle von Libro durch dessen Insolvenz und des Möbelhändlers Sunny, nachdem er aufgekauft wurde, den Standort schließen musste, wodurch zwei Geschoße leerstanden. Man begann „hektisch“ nach neuen Mietern zu suchen und plante einen neuerlichen Umbau um damals kolportierte drei Millionen Euro. Im März 2002 waren auf den etwa 8.000 m² Verkaufsfläche nurmehr rund 15 Geschäfte eingemietet. Als neues Konzept sah man eine Einmietung von Bio- und Öko-Shops zu einem „Bio-Tempel“ vor. Diese Idee wurde aber wieder verworfen, da zu diesem Zeitpunkt bereits der Lebensmittelkonzern Billa und Elektro Köck mit seiner Elektrohandelskette Cosmos ihre neuerliche, sowie die Textilgruppe Esprit ihre Neu-Einmietung nach dem Umbau zugesagt hatten. Für diesen wurden nun 1,82 bis 2,18 Mio. Euro mit Bauarbeiten von zwei bis drei Monaten veranschlagt.
Nach einer Vorlaufzeit von 6 Monaten zur Planung und 5 Monaten Bauzeit wurde das Einkaufszentrum mit insgesamt 12.764 m² Geschoßfläche am 12. Juni 2003 in der italianisierenden Namensvariante La Stafa wiedereröffnet. Das architektonische Konzept wurde von Delta Projektconsult geschaffen, die auch die Bauaufsicht übernommen hatten. Die bis zu den obersten zwei Geschoßen reichende vorgehängte Glasfassade wurde wieder entfernt und durch eine neue, die nunmehr zwei Stockwerke weniger hoch hinauf reicht, ersetzt (siehe Bild rechts):

„[D]as zuletzt 1998 adaptierte Gebäude [wurde] weitgehend in seine architektonische Grundkonzeption zurückgeführt. Die Signifikanz der zylindrischen Turmecke ist wieder ins Zentrum der Aufmerksamkeit gerückt. […] Die Fassade ist als Glas-Aluminium-Fassade ausgeführt.“

Die Kosten für diesen jüngsten Umbau betrugen laut einem Sprecher der Eigentümer BAWAG-P.S.K. Immobilien AG rund vier Millionen Euro. Auf den 8850 m² Verkaufsfläche zogen als Schlüsselmieter wie geplant im Untergeschoß wieder Billa und in drei Obergeschoßen Cosmos ein. Letzteres Unternehmen hatte mit der Wiedereinmietung seine Verkaufsfläche von zwei auf drei Geschoße ausgeweitet und bekam zu diesen einen eigenen Direktlift. Seit dem Konkurs von Cosmos weisen dessen Etagen seit dem 6. März 2010 einen Leerstand auf.
In der Folge wurde die Immobilie im Jahr 2004 an den deutschen offenen Immobilienfonds WestInvest InterSelect der WestInvest Gesellschaft für Investmentfonds mbH., einer Tochter der Sparkassengruppe DekaBank, verkauft. Der Eigentümer-Fonds, dem auch das Traditionskaufhaus Gerngross gehört, hat sich – nach längeren Überlegungen zu einer neuerlichen Neupositionierung – letztlich zum Verkauf entschieden. Im April 2012 wechselte das Kaufhaus/Einkaufszentrum Stafa um rund 30 Mio. Euro ein weiteres Mal in seiner 100-jährigen Geschichte seinen Eigentümer. Als Käuferin traten die Firma MH 120 Immobilienanlage GmbH des Schöps-Eigentümers Jamal Al-Wazzan, sowie der Schöps-Manager Joachim Knehs und Fred Duswald auf. Nach einem neuerlichen Umbau des Gebäudeinneren und einer Neugestaltung der Fassade sollten sich, dem neuen Konzept folgend, nur mehr ein oder zwei große Handelsunternehmen auf der gesamten Verkaufsfläche einmieten. Nach neuerlichem mehrmonatigem Leerstand wurde im Februar 2014 die Umwandlung des Gebäudes in ein Dreistern-Hotel bekanntgegeben, das Anfang 2016 eröffnet wurde. In den drei Geschoßen des vormaligen Einkaufszentrums zog die Heimtextilien- und Bettwarenkette „Betten-Reiter“ ein.